# Temenos
Temenos är en helig plats i grekisk religion. Där kunde det finnas tempel eller ett altare, men även heliga platser utan dessa kallades temenos.